# راينر إي. موريتز
راينر إي. موريتز (بالألمانية: Reiner E. Moritz)‏ هو عالم موسيقى ومنتج أفلام ومخرج ألماني، ولد في 1938 في هانوفر في ألمانيا.

## وصلات خارجية
- راينر إي. موريتز على موقع IMDb (الإنجليزية)
- راينر إي. موريتز على موقع أول موفي (الإنجليزية)
- راينر إي. موريتز على موقع أول ميوزيك (الإنجليزية)
- راينر إي. موريتز على موقع قاعدة بيانات الفيلم (الإنجليزية)
- راينر إي. موريتز على موقع كينوبويسك (الروسية)